# バイオリンのおけいこ
『バイオリンのおけいこ』は、1962年7月2日 から1984年3月27日までNHK教育テレビで放送されたテレビ番組である。

## 概要
ヴァイオリンを初歩から学ぶ講座番組であった。スタジオの生徒は小学生から社会人まで幅広い世代を公募した。1962年度は『ピアノのおけいこ』と3か月交代で放送した。1963年度より単独放送化し、1983年度に『バイオリンのABC』に改題した。

## 放送日時
バイオリンのおけいこ
1962年7月2日 - 1983年3月29日
バイオリンのABC
1983年4月5日 - 1984年3月27日
| 期間                | 放送時間 | 放送時間      |
| ------------------- | -------- | ------------- |
| 1962年度            | 月・水   | 19:00 - 19:30 |
| 1963年度            | 火・木   | 19:00 - 19:30 |
| 1964年度            | 火・木   | 19:30 - 20:00 |
| 1965年度 - 1966年度 | 火・木   | 19:00 - 19:30 |
| 1967年度 - 1969年度 | 火・木   | 17:30 - 18:00 |
| 1970年度            | 火・木   | 18:30 - 19:00 |
| 1971年度 - 1981年度 | 火       | 18:30 - 19:00 |
| 1982年度            | 隔週火   | 18:00 - 18:30 |
| 1983年度            | 火       | 18:00 - 18:30 |

## 出演者

### 先生
| 年度 | 前期       | 後期       |
| ---- | ---------- | ---------- |
| 1963 | 兎束龍夫   | 岩淵龍太郎 |
| 1964 | 久保田良作 | 鷲見三郎   |
| 1965 | 兎束龍夫   | 江藤俊哉   |
| 1966 | 久保田良作 | 岩淵龍太郎 |
| 1967 | 外山滋     | 江藤俊哉   |
| 1968 | 鷲見三郎   | 久保田良作 |
| 1969 | 中島田鶴子 | 江藤俊哉   |
| 1970 | 外山滋     | 久保田良作 |
| 1971 | 篠崎功子   | 江藤俊哉   |
| 1972 | 外山滋     | 石井志都子 |
| 1973 | 田中千香士 | 徳永二男   |
| 1974 | 石井志都子 | 石井志都子 |
| 1975 | 磯恒男     | 磯恒男     |
| 1976 | 外山滋     | 外山滋     |
| 1977 | 宗倫匡     | 江藤俊哉   |
| 1978 | 江藤俊哉   | 室谷高広   |
| 1979 | 山岡耕筰   | 石井志都子 |
| 1980 | 堀正文     | 篠崎功子   |
| 1981 | 田中千香士 | 田中千香士 |
| 1982 | 山岡耕筰   | 山岡耕筰   |
| 1983 | 江藤俊哉   | 江藤俊哉   |

### アシスタント
バイオリンのABC
- 山田敦子

### ピアノ
バイオリンのABC
- 梅村祐子

## 関連番組
- ピアノのおけいこ
- ギターをひこう
- フルートとともに
- リコーダーとともに
- 三味線のおけいこ
- 箏のおけいこ
- 尺八のおけいこ